# Карвальо, Мария
Мария да Гло́рия Карва́льо (порт. Maria da Glória Carvalho; род. 15 августа 1950) — первая и единственная бразильянка, ставшая победительницей конкурса «Мисс Интернешнл» в 1968 году.

## Биография
В 1968 году, в возрасте 18 лет, Мария Карвальо принимала участие в международном конкурсе «Мисс Интернешнл 1968». По итогам конкурса, в котором принимали участие 49 представительниц стран мира, Мария одержала победу. Она является единственной бразильянкой, которая выигрывала «Мисс Интернешнл». Она стала третьей латиноамериканкой, выигравшей «Мисс Интернешнл» после колумбийки Стеллы Маркес (1960) и аргентинки Мирты Массы (1967).